# Zonked!
Zonked! – album Dee Dee Ramone'a, wydany 14 października 1997 roku przez wytwórnię Other People's Music.

## Lista utworów
1. "I'm Zonked, Los Hombres" (Dee Dee Ramone) – 1:56
2. "Fix Yourself Up" (Dee Dee Ramone/John Carco) – 2:51
3. "I am Seeing UFOs" (Dee Dee Ramone/Daniel Rey) – 4:04
4. "Get Off Of The Scene" (Dee Dee Ramone) – 2:10
5. "Never Never Again" (Dee Dee Ramone) – 2:39
6. "Bad Horoscope" (Dee Dee Ramone) – 2:24
7. "It's So Bizarre" (Dee Dee Ramone) – 3:32
8. "Get Out Of My Room" (Dee Dee Ramone) – 2:49
9. "Someone Who Don't Fit In" (Dee Dee Ramone/Daniel Rey) – 2:05
10. "Victim Of Society" (Dee Dee Ramone/Daniel Rey) – 2:16
11. "My Chico" (Dee Dee Ramone) – 2:38
12. "Disguises" (Dee Dee Ramone/Daniel Rey) – 3:54
13. "Why Is Everybody Always Against Germany" (Dee Dee Ramone/Daniel Rey) – 2:37

## Skład
- Dee Dee Ramone – wokal, gitara
- Barbara Ramone – gitara basowa
- Marky Ramone – perkusja
- Daniel Ray – gitara
- Joey Ramone – wokal w "I am Seeing UFOs"
- Lux Interior – wokal w "Bad Horoskope"
- Peter Arsenault – dalszy wokal w "Disguises"